# Andreas Feininger

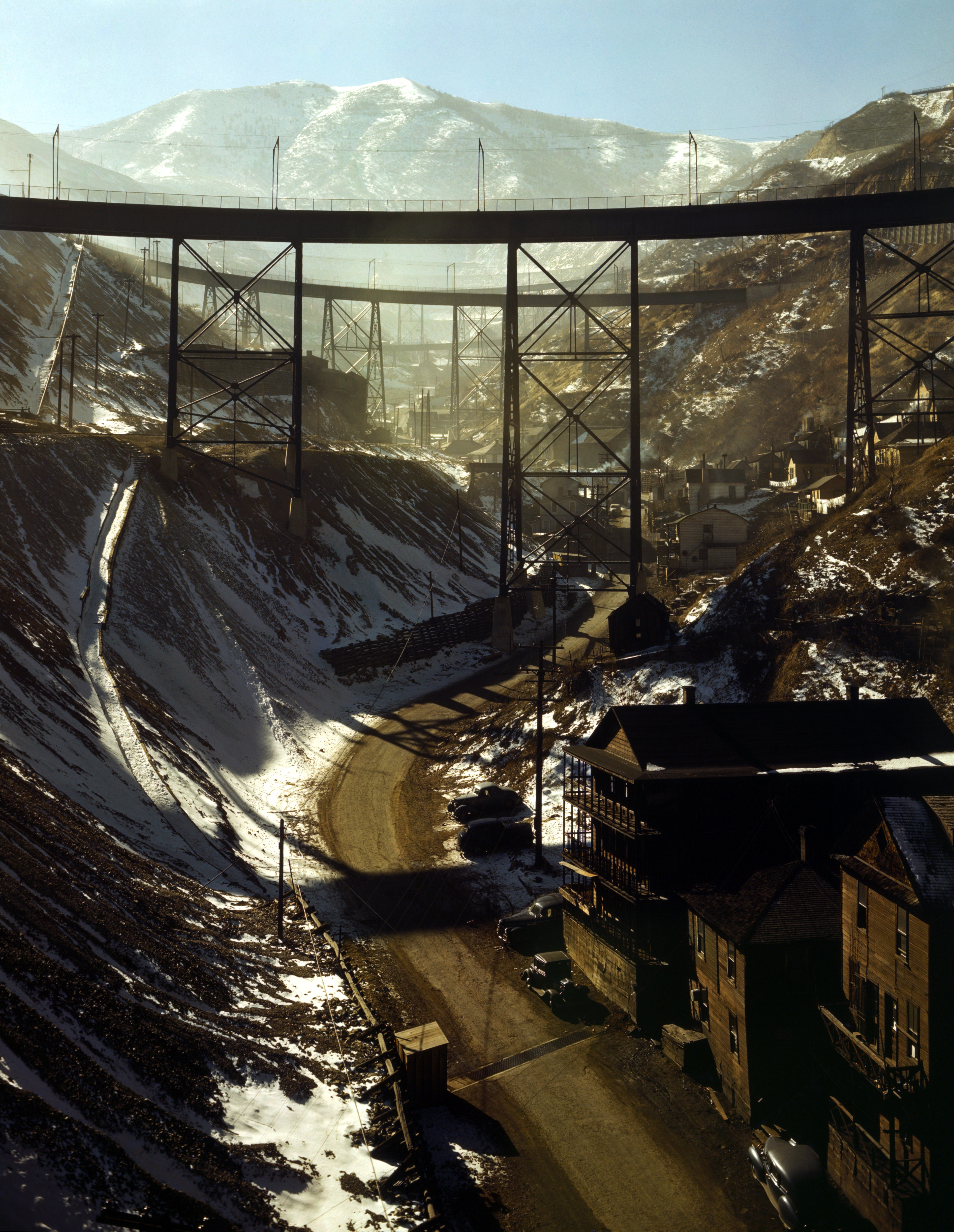
A. Feininger, Carr Fork Canyon, 1942

Andreas Bernhard Lyonel Feininger (ur. 27 grudnia 1906, zm. 18 lutego 1999 roku) – amerykański fotograf niemieckiego pochodzenia, autor książek poświęconych technice fotografowania. Najstarszy syn Lyonela Feiningera.

## Publikacje
- Leaves. New York (1984)
- Industrial America (1981)
- Feininger's Chicago (1980)
- Feininger's Hamburg (1980)
- Light and Lighting in Photography (1976)
- Roots of Art (1974)
- The Perfect Photograph (1974)
- Darkroom Techniques (1974)
- Andreas Feininger (text by Ralph Hattersley) (1973)
- Principles of Composition (1973)
- Photographic Seeing (1973)
- Shells (1972)
- Basic Color Photography (1969)
- Trees (1968)
- Forms of Nature and Life (1966)
- Lyonel Feininger: City at the Edge of the World (tekst: T. Lux) (1965)
- Feininger. New York (1965)
- The Complete Photographer (1965)
- New York (1964)
- The World Through My Eyes(1963)
- Total Picture Control(1961)
- Maids, Madonnas and Witches (1961)
- The Anatomy of Nature (1956)
- Changing America (1955)
- The Creative Photographer (1955)
- Successful Color Photography (1954)
- Successful Photography (1954)
- The Face of New York (tekst: Susan E. Lyman) (1954)
- Reprint, New York (1953)
- Advanced Photography, New York (1952)
- Feininger on Photography (1949)
- New York (1945)
- New Paths in Photography (1939)
- Exakta - Ein Weg zu Foto-Neuland (1939)
- Motive im Gegenlicht (1939)
- Fotografische Gestaltung (1937)
- Entwickeln, Kopieren, Vergrossern (1936)
- Aufnahme-Technik (1936)
- Menschen vor der Kamera (1934)